# Ichthyotringa
Ichthyotringa es un género extinto de peces prehistóricos de la superfamilia Ichthyotringidae, del orden Alepisauriformes. Este género marino fue descrito científicamente por Cope en 1878.

## Especies
Clasificación del género Ichthyotringa:
- † Ichthyotringa Cope 1878
  - † Ichthyotringa tenuirostris (Cope 1878)